# Двухкоготная черепаха
Двухкоготная черепаха (лат. Carettochelys insculpta) — единственный вид одноимённого семейства мягкотелых черепах, представляет собой в известной мере переход от скрытошейных к мягкотелым черепахам, поскольку костный панцирь у них сохранён почти полностью. Краевые костные пластинки соединяются с рёберными. Сплошной брюшной щит не имеет центрального хрящевого поля и прочно соединён со спинным. Каждая лапа снабжена парой когтей. На роговых челюстях нет кожистых выростов — «губ», которые характерны для всех трёхкоготных черепах.
Вид относится к живым ископаемым.
Двухкоготные черепахи обитают лишь в пресноводных лагунах и водоёмах Северной территории Австралии и юга Новой Гвинеи.